# بن رابرتز
بن رابرتز (انگلیسی: Ben Roberts؛ زادهٔ ۲۲ ژوئن ۱۹۷۵) بازیکن سابق و مربی فوتبال اهل انگلستان است.
از باشگاه‌هایی که در آن بازی کرده است می‌توان به باشگاه فوتبال هارتل پول یونایتد، باشگاه فوتبال وایکام واندررز، باشگاه فوتبال میدلزبرو، باشگاه فوتبال چارلتون اتلتیک، باشگاه فوتبال دری سیتی، باشگاه فوتبال ردینگ، باشگاه فوتبال میلوال، باشگاه فوتبال برادفورد سیتی، باشگاه فوتبال لوتون تاون، باشگاه فوتبال یئوویل تاون، و باشگاه فوتبال برایتون اند هوو آلبیون اشاره کرد.
وی همچنین در تیم ملی فوتبال زیر ۲۱ سال انگلستان بازی کرده است.